# Bozótjárófélék
A bozótjárófélék (Atrichornithidae) a madarak osztályának verébalakúak (Passeriformes) rendjébe tartozó család. Egy nem és kettő faj tartozik a családba.
Apró, verébnagyságú madarak. Elsőrendű evezőik száma 12, melyek közül a legkülső még a lantfarkú madárénál is satnyább. Tollazatuk túlnyomórészt barna, feketével foltozva és szalagozva, torkuk fehér.

## Rendszerezés
A családba az alábbi nem és fajok tartoznak:
- Atrichornis (Stejneger, 1885) – 2 faj
  - rőt bozótjáró (Atrichornis rufescens)
  - lármás bozótjáró (Atrichornis clamosus)